# Chef de service (chemin de fer)
Pour les articles homonymes, voir Chef de service.
À la SNCF, le chef de service est un agent chargé d'assurer sur le terrain la direction, la surveillance et, s'il y a lieu, l'exécution du service. Il peut assurer notamment la fonction d'agent-formation, l'expédition des trains et, à la demande d'un agent-circulation, certaines opérations relatives à la sécurité telles que la vérification de la libération d'une partie de voie, l'immobilisation d'un appareil de voie...